# Zväz slovenských filatelistov
Zväz slovenských filatelistov (ZSF) je zájmovým sdružením filatelistů Slovenské republiky. Byl založen roku 1969.

## Historie

### Předchůdci ZSF
Na území Slovenska vznikl první spolek filatelistů v roce 1895. Bylo to v Kremnici a spolek se jmenoval Známková společnosť. Existoval pak Známkový spolek Album a Spolek Album. V roce 1904 všechny zanikly. Po vzniku samostatné Československé republiky se slovenští filatelisté registrovali v Svazu československých filatelistických spolků, ale svou aktivitu projevovali zprvu jen kvůli odběru novinek. Kolem roku 1926 již existovaly aktivní kluby v Košicích, Bratislavě, Žilině a Trenčíně.
V roce 1937 se podařilo na Slovensku zorganizovat Celostátní výstavu poštovních známek Bratislava 1937. Během války organizační náležitosti převzal bratislavský filatelistický klub, který v roce 1939 začal vydávat časopis Slovenský filatelista. V květnu 1942 se podařilo uspořádat v Bratislavě Celostátní výstavu poštovních známek a v listopadu 1943 založit Svaz slovenských filatelistických spolků. V roce 1945 tento svaz uspořádal valnou hromadu v Turčianském Svätém Martině, kde byli zástupci 20 klubů. 
V roce 1948 český i slovenský svaz vytvořily společný svaz. V ÚV KČSF byl jeden z místopředsedů ze Slovenska. V roce 1951 došlo k přejmenování slovenského svazu spolků na Svaz slovenských filatelistů. Rok poté byla v Bratislavě další celostátní výstava.

### Vznik nového Zväzu
Když se v roce 1969 vytvořila federální struktura ČSSR, došlo i k federativnímu uspořádání filatelistické organizace. Tehdy vznikla Federace československých filatelistů. a zároveň Zväz slovenských filatelistov a Svaz českých filatelistů.

### Změny po rozdělení ČSFR
Necelý rok po sametové revoluci dne 26. října 1990 se u Ministerstva vnitra zaregistroval Svaz českých a slovenských filatelistů na adrese Praha 1, Celetná 16.
Osamostatněný a na Slovensku registrovaný Zväz slovenských filatelistov je od roku 1993 členem Federace evropských filatelistických asociací (FEPA) a také členem Světové filatelistické organizace (FIP).
Členská základna obdobně jako u českých filatelistů postupně klesá, roku 2007 byla už jen 2066 členů. V tomto roce jsou organizováni v 94 klubech. Předsedou svazu je pro období 2007 a 2015 zvolen Miroslav Ňaršík.